# Malāshī
Malāshī (persiska: قُربان آباد, Qorbānābād, ملاشی) är en ort i Iran.   Den ligger i provinsen Golestan, i den norra delen av landet, 400 km öster om huvudstaden Teheran. Malāshī ligger 349 meter över havet och antalet invånare är 191.
Terrängen runt Malāshī är huvudsakligen kuperad, men åt sydväst är den bergig.Runt Malāshī är det ganska glesbefolkat, med 48 invånare per kvadratkilometer. Närmaste större samhälle är Āzādshahr, 17,4 km väster om Malāshī. I omgivningarna runt Malāshī växer i huvudsak blandskog.